# Korita (Lipik)
Korita es una localidad de Croacia en el ejido de la ciudad de Lipik, condado de Požega-Eslavonia.

## Geografía
Se encuentra a una altitud de 256 m s. n. m. a 130 km de la capital nacional, Zagreb.

## Demografía
En el censo 2021 el total de población de la localidad fue de 5 habitantes.
| Gráfica de población de Korita 1857-2021                            |
|                                                                     |
| Según los censos de población de la oficina estadística de Croacia. |